# Erik Nevland
Erik Nevland (Stavanger, 10 de novembro de 1977) é um futebolista norueguês que atualmente joga no Viking. 

## Carreira
Nevland começou sua carreira no Viking FK, mas em 1997 ele foi vendido ao Manchester United com 19 anos de idade, antes tinha jogado uma única partida pela equipe norueguesa. O que levou o Manchester United para assinar com ele foi uma sucessão de hattricks em três jogos, quando ele foi a julgamento com eles. Sua meta apenas para a equipe Unidos primeira foi em uma partida da Copa Worthington contra Bury em outubro de 1998. Ele nunca conseguiu se estabelecer na equipe Unidos, com um período de empréstimo bem sucedido no Viking e um fracassado no IFK Göteborg. Ele só fez uma aparição nunca liga para o United, como um substituto contra o Southampton, em 19 de Janeiro de 1998. 
Ele voltou a Viking em um contrato permanente em janeiro de 2000, vencendo a Copa do norueguês final em 2001 e marcando os dois gols de decidir na sua famosa vitória sobre o Chelsea da Taça UEFA em 2002. Ele se juntou a FC Groningen em uma transferência gratuita, em Novembro de 2004, e desde que se tornou um herói cult. Em sua primeira metade da temporada pelo seu novo clube, ele marcou 16 vezes em 20 partidas. Nevland também marcou o primeiro gol no estádio do FC Groningen Euroborg novo. 